# Parafia Niepokalanego Poczęcia Najświętszej Maryi Panny w Everton Park
Parafia Niepokalanego Poczęcia Najświętszej Maryi Panny w Everton Park – parafia rzymskokatolicka, należąca do archidiecezji Brisbane.